# Nadine Hwang
黃訥亭, o Nadine de Juan (Nadine Huong -nadin hwɔ́ŋ-, y en inglés Nadine Hwang) (Madrid, 9 de marzo de 1902, Bruselas, 1970), hija de madre belga y padre chino nació en Madrid donde su padre era representante diplomático de China. Después de su graduación como abogada, Nadine estuvo al servicio del ejército chino durante la guerra civil china (1924-1926). De 1927 a 1930 vivió en Estados Unidos y a finales de 1930 emigró a París acercándose al Círculo de Natalie Barney.
Fue deportada al Campo de concentración de Ravensbrück durante la Segunda Guerra Mundial, tras la Ocupación de Francia, posiblemente por actos de espionaje. Al  terminar ésta vivió en Caracas y Bruselas, donde falleció en 1970. Fue hermana de Marcela de Juan.

## Biografía

### Joven china moderna (1912-1923)
Ni el derecho español ni el derecho belga le permitieron acceder a la nacionalidad europea.
Educada en la alta sociedad madrileña, Nadine Hwang descubrió el país de sus ancestros paternos sobre los diez años, posiblemente después de que la abdicación del último emperador de China Puyi, el 12 de febrero de 1912, permitiera a su padre volver a su país. En China, creció en el seno de una élite rica. Estudió derecho por correspondencia con resultados brillantes y obtuvo el título de abogada por el Colegio Hamilton de Chicago.

### Al servicio de China (1924-1926)
A principio de los años veinte su padre tuvo la ocasión de coincidir con Mao Zedong, joven miembro del Partido comunista y delegado del Comité central del Kuomintang para defender la causa campesina, y ayudar financieramente al futuro comisario del Komintern, que activará algunos años más tarde, (en septiembre de 1927) el levantamiento de la cosecha de otoño. Sin tomar directamente parte en los combates y probablemente organizando un servicio de enfermería de kinesioterapia, Nadine Hwang se distinguió  durante los conflictos armados que se libraron entre Sanghaï y Pekín en la era de los señores de la guerra, unos apoyados por Japón (perjudicado por el artículo 156 del tratado de Versalles) que le hizo perder Shandong, otros apoyados por Estados Unidos, promotor de la política de los catorce puntos. El general del ejército del Shandong Lou Yiao 路遙, que, como su padre, provenía de la élite de la modernidad, la promovió al grado de coronel, es decir, a un rango superior al de Lin Biao en la misma época. Es pues una de las primeras mujeres, si no la primera, que accede a un rango de oficial superior en el ejército chino.
Tenía veinte tres años cuando el 12 de marzo de 1925, en un contexto que anuncia la guerra civil china, muere el primer presidente de la República de China, Sun Yat-sen. Su padre muere a su vez en 1926.

### En Estados Unidos (1927-1930)
Políglota, Hwang fue enviada el año siguiente a Estados Unidos para servir a su país. Acreditada por el ejecutivo del Primer ministro Pan Fu, asumió el cargo de secretaria de prensa de la Oficina de Información Económica de China en Albany (Oregón) al finalizar el mes agosto 1927. El CBEI, ancestro del actual Despacho nacional de los estadísticos de China, recauda para el ministerio de industria, las informaciones económicas y edita estadísticas anuales en su periódico Chinese Economic y Boletín. Menos de un año más tarde, el 8 de junio de 1928, el ejecutivo de Pan Fu fue derrocado por el golpe de Estado del comandante en jefe del ejército nacional, Tchang Kaï-chek, oficialmente reconocido al cabo de cinco meses, el 1.º de octubre de 1928, por el presidente de Estados Unidos Calvin Coolidge.

### Amazonas parisiense (1930-1939)
Al comienzo de los años treinta, mientras Tchang Kaï-chek triunfó militarmente y políticamente, Nadine Hwang regresó a Francia. Rápidamente encontramos su nombre en la prensa, presentándola como una elegante y encantadora embajadora de China y "la más parisina de las mujeres chinas". Los periódicos señalan su presencia en las tertulias literarias, tales como las lecturas de poemas o de piezas de teatro. Su elegancia y su cultura son mencionados siempre.

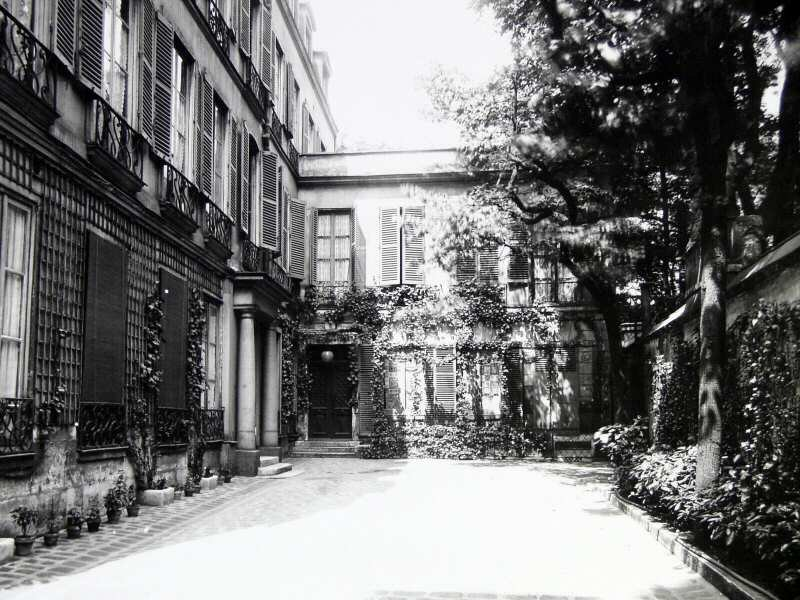
Vista del edificio de la calle Jacob número 20 donde se alojaba Nadine Hwang - Foto de Eugène Atget, 1910

En París Hwang frecuenta el círculo de Natalie Clifford Barney, un círculo de mujeres de letras estadounidenses, que habían decidido, casi treinta años antes, vivir libremente en Francia (a la manera de su madre, la pintora y feminista Alice Pike Barney) que mantuvo, durante más de 50 años, un célebre salón literario internacional, en el número 20 de la calle Jacob.
Habiéndose convertido en su amante, Nadine Hwang también desempeña el papel de secretaria y conductora. La moda también está en el Extremo Oriente, al que Natalie Clifford Barney fue iniciada por su amigo Ezra Pound, místico apasionado de la sinología.
Nadine Hwang participó en los famosos viernes de la calle Jacob 20, que reunían en torno a Natalie Barney todo el relato de vanguardia y cosmopolita del París literario y artístico de la época, así como de escritoras como Colette, Radclyffe Hall, Djuna Barnes y muchos otros.
La estatura y androginia de Nadine Hwang tanto como su distinción y su delicadeza son impresionantes y la soberbia danza de espadas que a veces ejecuta, vestida de chino, causa sensación entre los invitados de Natalie Barney. Así es como travesti, seduce, una tarde a André Germain, quien cree dirigir sus fogosas declaraciones a un compañero homosexual.
En 1935, Dorothy Wilde, dicha Dolly, de regreso al Jacob 20, todavía bajo la influencia y el abuso de varias drogas, alimenta unos celos devastadores contra Nadine Hwang. La que ella llama "la china" informa a Natalie Barney ausente de París del robo de un zafiro de trescientas libras cometido en una segunda residencia de Fontainebleau por un amigo de Dolly Wilde para comprar ciento cincuenta kilogramos de opio. Nadine Hwang conseguirá a separar Natalie Barney de esta antigua compañera a partir de ahora destrozada por el alcoholismo y el heroína.
En 1936, viajó a Inglaterra. Impresiona lo suficiente a un periodista como para ser descrita en un artículo de prensa como modelo de la última moda. Se expresa también fácilmente en inglés y en italiano así como en sus lenguas maternas, el francés, el chino y el español, y quiere ser el modelo de la nueva juventud china abierta al mundo que sepa dar las formas de la modernidad a una literatura laica, sin negarlo.
En Londres, presentó conferencias sobre China. Intentó igualmente establecer despachos comerciales, pero sin éxito. Efectivamente, la situación en China había cambiado y el contexto internacional también.

### Ocupación y arresto (1940-1943)
Al finalizar la primavera 1940, Natalie Barney huyó de la invasión alemana a Florencia, donde, acomodándose al régimen del fascismo, Romaine Brooks se había instalado desde 1937. Escapó así a las incursiones realizadas en territorio francés y a las que estuvo expuesta por el decreto del 6 de junio de 1942 de aplicación del estatuto de judía, al tener ella misma a uno de sus cuatro padres considerado judío por el régimen de la dieta de Vichy.
Nadine Hwang se quedó en París durante toda la Ocupación. Experta en travestismo, se disfrazó, con un joven amigo, de soldado alemán (sin que se sepa cómo han podido procurarse este tipo de uniformes), y, según los informes, también mantuvo correspondencia con un oficial de la Gestapo.
Por alguna razón que queda por determinar pero que, a priori, no puede ser ligada que a hechos de espionaje en beneficio del Resistencia francesa, fue arrestada en 1944, al poco tiempo que Geneviève de Gaulle-Anthonioz. Formó parte del convoy de 567 mujeres llegadas el 18 de mayo de 1944 al campo de concentración de Ravensbrück

### Deportación (1944)
En Ravensbrück (donde pasa cerca de un año), llevó el triángulo rojo de los políticos, y el número de matrícula 39239. Fue enviada a trabajos forzosos a la fábrica Siemens instalada cerca del campo. Se solidarizó con una residente de los Países Bajos de ciudadanía británica Rachel Krausz y su hija de nueve años, Irène, quienes fueron arrestadas el 17 de septiembre de 1942 y han estado allí desde febrero de 1944.
Las ejecuciones se multiplican a partirdel otoño 1944, continuó la puesta en marcha de un primer cuarto a gas. En febrero de 1945, para hacer frente a la afluencia de prisioneros evacuados de otros campos a medida que avanzaba el ejército soviético se construyó una nueva plaza de ejecución y una cámara de gas temporal adicional. Nadine Hwang tuvo la doble suerte de caer enferma y de no  ser «seleccionada» para el cuarto de gas. Fue hospitalizada en la enfermería del campo. Allí, pudo sentir las conversaciones entre los oficiales de la Wehrmacht y de la SiPo en los que se expresan todas las disensiones.

### Operación #Autobús blancos (1945)
El campamento fue abandonado, en desorden, por la SiPo el 25 de abril de 1945 y el Ejército Rojo llegó el día 30, pero Nadine Hwang, Rachel e Irène Krausz estaban entre los siete mil quinientos prisioneros de los cuales, las autoridades del campamento estuvieron negociando la atención de la Cruz Roja y fueron evacuados por convoy entre el 22 y el 26 de abril en los autobuses blancos movilizados por el vicepresidente de la Cruz Roja Folke Bernadotte, luego finalmente en tren. Los otros dos mil, con trescientos hombres, sin contar el personal, emprendieron una marcha de la muerte hacia Mecklenburg, que terminó el 3 de mayo, cuatro días antes de la capitulación alemana, al encontrarse con las tropas soviéticas.
Nadine Hwang, Rachel e Irène Krausz siguen el camino que describirá Charlotte Delbo. Las dos mujeres y el niño salieron juntos de Ravensbrück en uno de los convoyes de autobuses blancos compuesto principalmente por mujeres polacas. El viaje se realizó bajo la amenaza, y en ocasiones bajo el fuego, de aviones aliados. Durante esta evacuación, Nadine Hwang, una soldado experimentada, demostró ser de gran ayuda para Rachel e Irène Krausz. Esta, en agradecimiento nombró a Nadine como a una de sus otras hijas.
El 28 de abril desembarcaron en Malmœ, Suecia (territorio neutral). Nadine Hwang tenía cicatrices físicas, pero no necesitó ayuda de enfermera para caminar como los demás. Recibió un pasaporte. Fue alimentada, vestida y consolada en un centro de cuarentena, instalado por la Cruz Roja en el museo de la ciudad, puesto a disposición por su director.
Durante el verano, de acuerdo con la legación del Kuomintang, China le concedió el visado que le permitiría salir de Suecia, pero Nadine Hwang prefiere quedarse en Europa y fue a Bruselas con Nelly Voss Mousset, luchadora de la Resistencia, también deportada a Ravensbrück.

### Olvidada (1946-197? )
Después de la guerra vivió en Bruselas con Nelly Voss Mousset que trabajaba en la embajada de Venezuela.
A finales de los años cincuenta, la caída del dictador venezolano Marcos Pérez Jiménez decidió a las dos mujeres, también sublevadas por la guerra de Vietnam y seducidas por la política pacifista de Venezuela, a instalarse juntas en Caracas. Nadine Huong, licenciada en derecho, trabajó como secretaria en un banco. Sus habilidades legales son muy apreciadas por sus superiores Excelente cocinera, ella y su amiga reciben regularmente visitantes franceses, como el diseñador de moda Guy Meliet, o el Cónsul General de Francia.
Víctima de alopecia severa durante varios años, Nadine Hwang usó peluca. Decidió seguir un tratamiento que coincide con el deterioro de su salud. Demasiado débil para seguir trabajando, tuvo que jubilarse con Nelly Mousset en Bruselas.

## Artículos relacionados
- [[{{{2}}}]], novela de Djuna Barnes publicada en 1928.
- The Ladies Almanack, película estadounidense de Daviel Shy estrenada en 2017.